# Shorea ladiana
Shorea ladiana är en tvåhjärtbladig växtart som beskrevs av Peter Shaw Ashton. Shorea ladiana ingår i släktet Shorea och familjen Dipterocarpaceae. Inga underarter finns listade i Catalogue of Life.